# Oppo Digital
Oppo Digital, Inc. é uma empresa sediada em Dongguan, Guangdong, China fabricante de produtos eletrônicos e subsidiária da BBK Electronics.
Oppo Digital Inc e OPPO Shop (Europa), Oppo Coreia e Oppo.com (China) são da mesma marca, mas diferentes divisões. Oppo Digital, Inc. projeta e fabrica seus próprios produtos para facilitar as necessidades da área.

## História

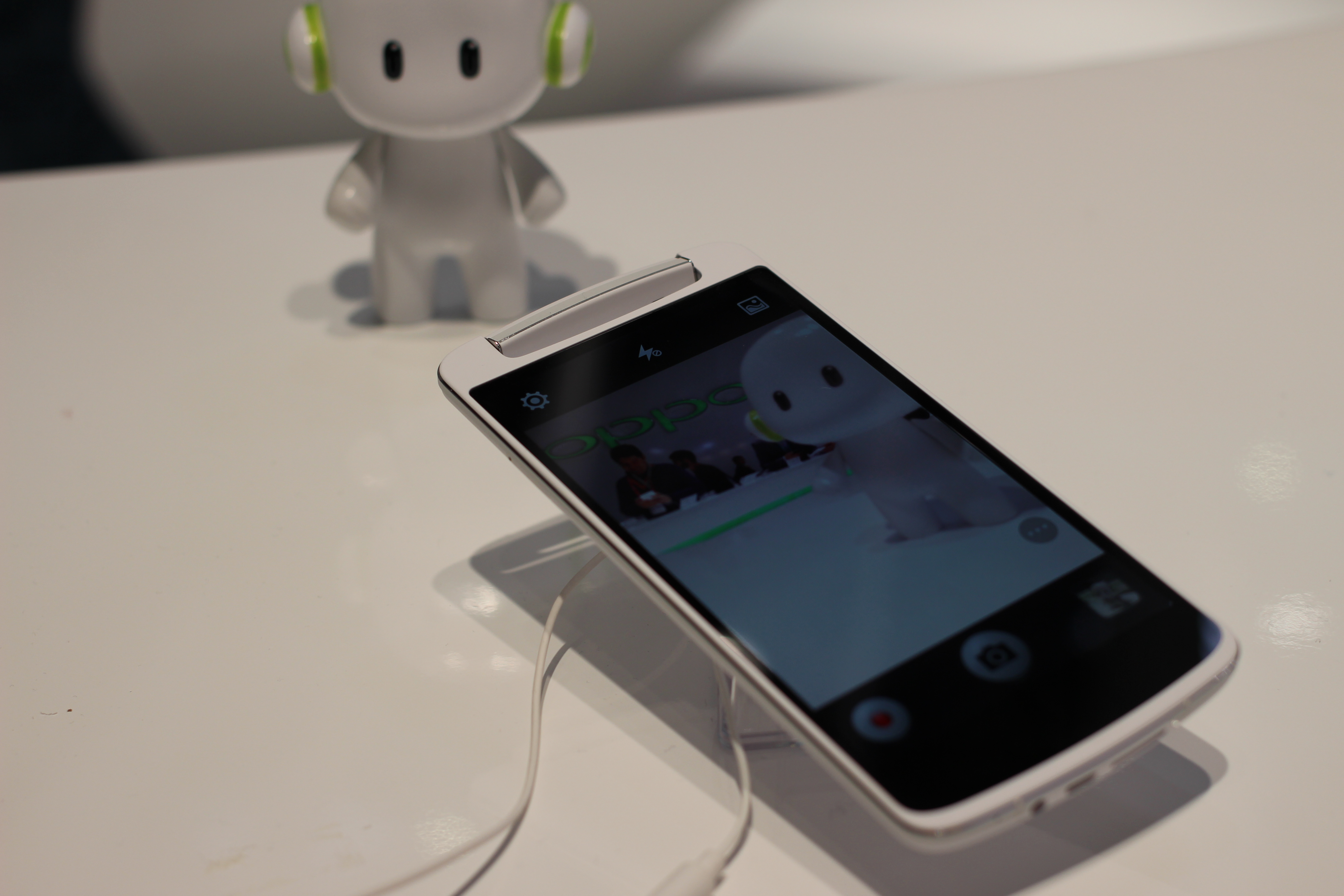
Celular Oppo N1.

A empresa foi registada em 2001 e lançada em 2004, em 2016 tornou-se a maior fabricante de telemóveis na China.